# Amazake

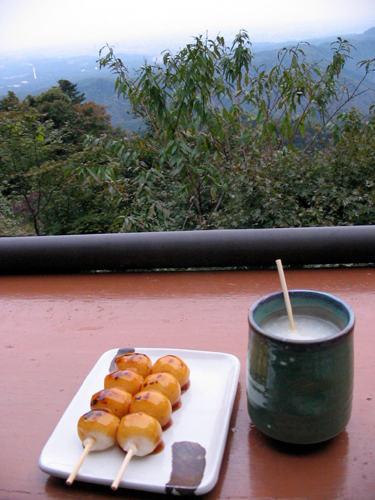
Mitarashi Dango und Amazake (rechts)

Amazake (jap. 甘酒 oder selten auch 醴, dt. „süßer Sake“) genannt, ist ein traditionelles japanisches Getränk aus fermentiertem Reis. Es ist süß, alkoholarm oder -frei und Teil der Familie traditioneller japanischer Gerichte, die mit Hilfe des Pilzes Kōji (麹, Aspergillus flavus var. oryzae) hergestellt werden. Dazu gehören des Weiteren auch Miso, Sojasauce und Sake.
Es gibt verschiedene Rezepte zur Herstellung von Amazake: Für die alkoholfreie Variante wird Kōji zu gekühltem, gekochtem Reis gegeben. Die Enzyme des Pilzes zerlegen die Stärke des Reises in Zucker, so dass die Mischung süß wird. Ein leicht alkoholischer Amazake wird dagegen aus Sake-kasu (Das übergebliebene Sediment vom Sakebrauen), gekochtem Reis, Wasser und ggf. etwas Zucker hergestellt.
Amazake kann als Dessert, Snack, natürlicher Süßstoff, Babynahrung oder Salatdressing verwendet werden. Das traditionelle Getränk wird durch Verdünnen mit Wasser hergestellt, bis an den Siedepunkt erwärmt und oft mit etwas fein geriebenem Ingwer dekoriert. Es wurde früher oft von Straßenverkäufern ausgeschenkt, heute in Gaststätten und Teehäusern. Im 20. Jahrhundert wurde auch Instant-Amazake erfunden.
Viele Shintō-Schreine verteilen oder verkaufen es zu Neujahr, es ist auch ein traditionelles Getränk zum Hina-Matsuri (Puppenfest).
Amazake ist sehr nahrhaft und enthält keine Additive, Konservierungsmittel, Süßstoffe oder Kochsalz. Außerhalb Japans wird es daher oft in Läden für gesunde Ernährung verkauft.